# I. Mithridatész pártus király
I. Mithridatész (pártus nyelven 𐭌𐭄𐭓𐭃𐭕 Mihrdāt; † i. e. 132) a Pártus Birodalom királya i. e. 171-től haláláig. Hatalmas területeket hódított el belháborúktól szenvedő szomszédaitól, a Görög-baktriai Királyságtól és a Szeleukida Birodalomtól, ezzel közepes méretű országát Ázsia egyik legnagyobb birodalmává tette. Vazallusává tette Elümaisz és Harakéné királyságait. I. e. 138-ban foglyul ejtette a Babilónia visszaszerzéséért hadjáratot vezető II. Démétriosz szeleukida uralkodót, aki házi őrizetben tartott és feleségül adta hozzá a lányát. 
I. Mithridatész volt az első pártus uralkodó aki felvette a perzsa eredetű "királyok királya" címet. Hódításai miatt egyes történészek Nagy Küroszhoz, az Óperzsa Birodalom alapítójához hasonlítják.

## Ifjúsága
Mithridatész a pártus Arszakida-dinasztia harmadik uralkodójának, Priapatiosznak volt a fia. Nevének eredeti, iráni formája Mihrdāt, aminek jelentése Mithra adománya (Mithra a fény istene volt az iráni népeknél). Több bátyja is volt, többek között I. Phraatész, aki apjuk i. e. 176-os halála után elfoglalta a trónt. A pártusok szokása szerint az uralkodót fia követi, Phraatész azonban szakított a tradícióval és Mithridatészt jelölte ki utódjául; a 2. századi római történetíró, Iustinus szerint azért, mert meglátta benne a különleges tehetséget.

## Uralkodása
Phraatész mindössze öt évnyi uralkodás után i. e. 171-ben meghalt. Halálakor Parthia csak egyike volt a meggyengülő Szeleukida Birodalom határain megalakuló új, legfeljebb középhatalmi jelentőségű államoknak, mint a Görög-baktriai Királyság, Kappadókia, Média Atropaténé vagy az Örmény Királyság (Armenia). Mithridatész uralma kezdetben a Kaszpi-tenger délkeleti vidékére, a mai iráni Horászán tartományra, Hürkaniára, a mai Észak-Iránra és Dél-Türkmenisztánra terjedt ki.

### Keleti hódítások

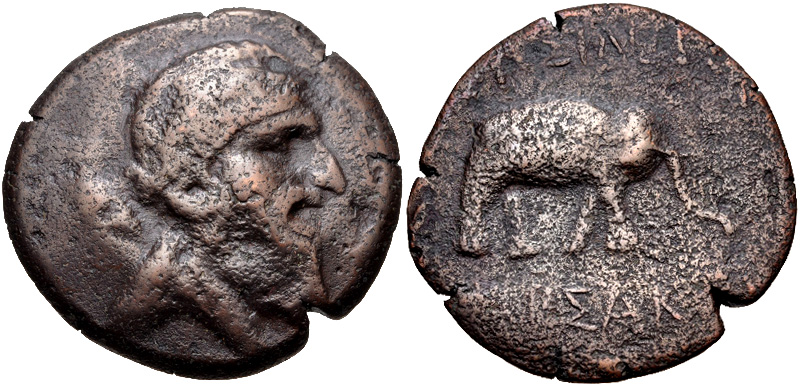
I. Mithridatész bronzérméje. Hátoldalán az elefánt Baktria meghódítására utal

Mithridatész először keleti szomszédjára, a külső és belső háborúk által meggyengült Görög-baktriai Királyságra irányította a figyelmét. Görög-Baktria északon Szogdiával, délen Drangianával, délkeleten az indiai fejedelemségekkel háborúzott. Új királya, I. Eukratidész (i. e. 171-145) trónbitorló volt és sokan ellenálltak uralmának, mint pl az Aria-beliek, akiknek lázadását feltehetően Mithridatész is támogatta. Valamikor i. e. 163–155 környékén Mithridatész megtámadta Eukratidészt, legyőzte és elcsatolta tőle Ariát, Margianát és Nyugat-Baktriát. Maga Eukratidész megtarthatta trónját, de csak mint a pártusok vazallusa (legalábbis Iustinus és Sztrabón szerint). Északkeleten Merv városa biztosította a régió feletti pártus uralmat. Az I. Mithridatész által kiadott bronzpénzek némelyikének hátoldalán elefánt és a "Nagykirály, Arszakész" felirat látható. Mivel a görög-baktriai pénzeken elefántot ábrázoltak, feltételezik hogy ezeket az érméket Mithridatész Baktria meghódítását követően verethette.

### Nyugati háborúk
Ezt követően a pártusok magát a belháborúkkal lekötött Szeleukida Birodalmat támadták meg. Mithridatész hadjáratot indított Média tartomány ellen és i. e. 147-ben vagy 148-ban elfoglalta a fővárost, Ekbatanát. A médek kormányzójává fivérét, Bagasziszt jelölte ki. Folytatva a hadjáratot nyugat felé, hamarosan meghódították Média Atropaténét. A király i. e. 141-ben birodalmához csatolta Babilóniát. Szeleukeiában pénzt bocsátott ki, Babilonban pedig újévi ünnepséget rendeztetett, ahol az egymás kezét fogó Marduk és Istár szobrait vonultatták fel. A birodalom adminisztratív központját Kelet-Iránból hamarosan a gazdag nyugati tartományokba helyezték át. Mithridatész ezt követően Hürkaniába vonult, de seregei dél felé továbbhaladva meghódoltatták Elümaisz és Harakéné királyságait, valamint elfoglalták Szúzát. A Pártus Birodalom ekkor már az Industól egészen az Eufráteszig terjedt.

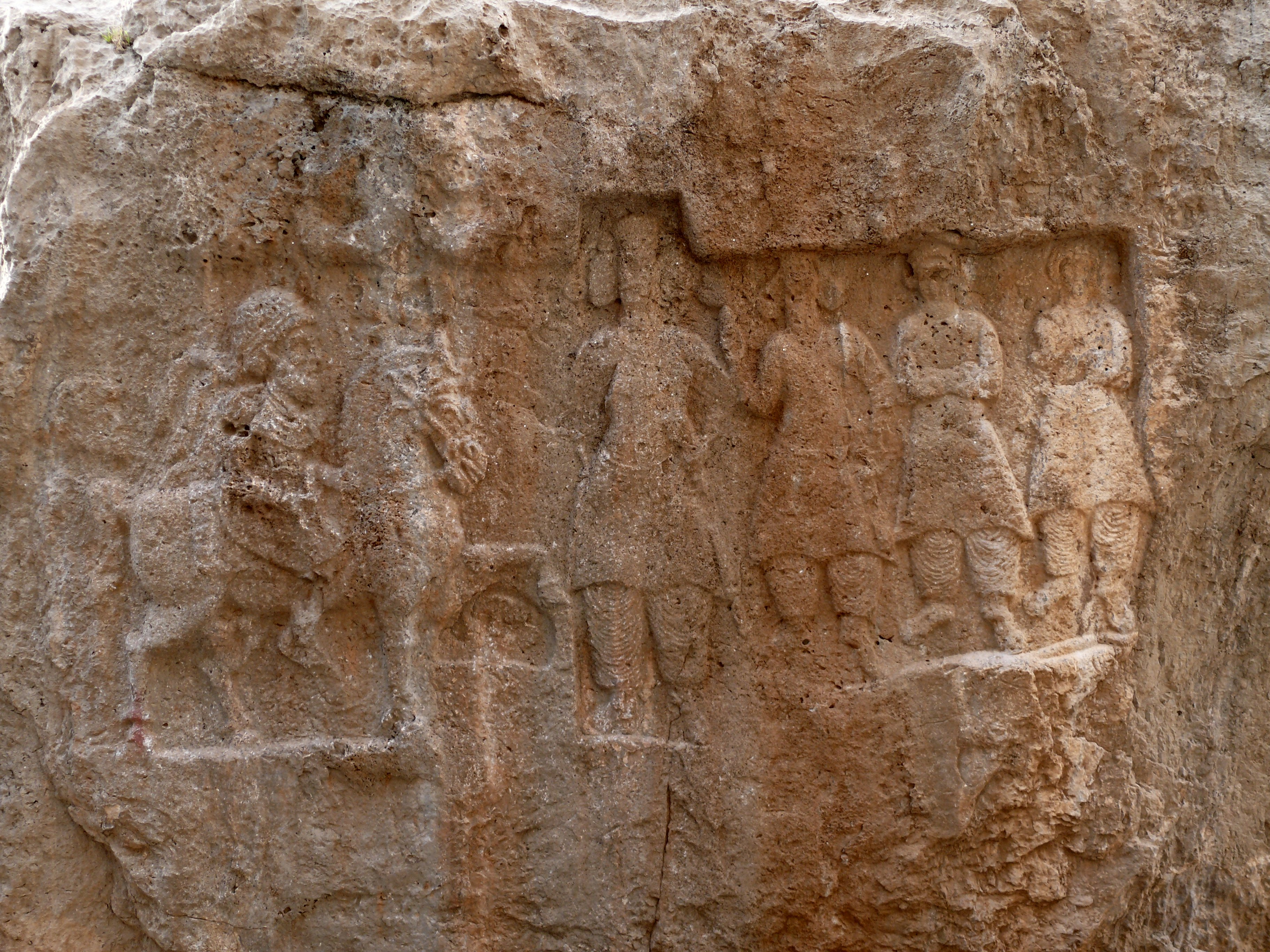
Ennek a huzesztáni szikladomborműnek központi alakja állítólag I. Mithridatészt ábrázolja

A régi pártus fővároson, Hekatompüloszon kívül Mithridatész királyi palotákat építtetett Szeleukeiában, Ektabanában, Ktésziphónban és az általa jelentősen felfejlesztett Mithradatkertben ("Mithridatész erődje) is. A későbbiekben Ekbatanában - a volt méd fővárosban és a perzsa nagykirályok nyári lakhelyén - volt a pártus királyok nyári rezidenciája. Egyes elképzelések szerint Mithridatész az általa alapított Ktésziphónt nevezte ki hatalmasra duzzadt birodalma fővárosának. A szeleukidák még ezután is évekig belháborúikkal voltak elfoglalva, i. e. 142-ben pl. Diodotosz Trüphón hadvezér kiáltotta ki magát királlyá. I. e. 140 körül azonban, amikor a szakák betörtek a Pártus Birodalomba és Mithridatész keleten volt lekötve, a szeleukidák kihasználták a lehetőséget volt tartományaik visszafoglalására.

I. Mithridatész hóditásai

II. Démétriosz szeleukida király eleinte sikerrel vezette hadjáratát és megszállta Babilóniát, de végül vereséget szenvedett és i.e. 138-ban a pártusok őt magát is elfogták. Mithridatész végigparádézott vele Média és Mezopotámia göröglakta városain, majd biztonságos távolságban, egyik hürkaniai palotájában helyezte házi őrizetbe. Démétriosz rangjának megfelelő körülmények között élhetett, sőt Mithridatész feleségül adta hozzá a lányát, Rhodogünét is. Iustinus szerint Mithridatész az új szeleukida király, VII. Antiokhosszal szemben akarta felhasználni Démétrioszt (uralkodott: i. e. 138–129), akit egyfajta vazallusi státuszba akart kényszeríteni; ezt a célt szolgálta házassága is.
Mithridatész ezt követően büntetőhadjáratot indított vazallusa, a szeleukidákat segítő Elümaisz ellen és megszállta két nagyobb városát. Nagyjából ekkoriban hódította meg az Elümaisztól közvetlenül keletre fekvő Persziszt; kormányzójának részleges autonómiát adott, mert feltehetően nem akart egy újabb konfliktusforrást a több irányból veszélyeztetett országában.
I. Mithridatész i. e. 132 körül halt meg. Hódításai a kis pártus királyságot a Közép-Kelet nagyhatalmává változtatták, egyes történészek Nagy Küroszhoz, az Óperzsa Birodalom alapítójához hasonlítják. A trónon fia, II. Phraatész követte.
Iustinus Világkrónikájában így ír Mithridatészről:

„[...] a parthusok és médek között háború tört ki. Mindkét nép (baktriaiak és pártusok) váltakozó hadiszerencsével harcolt, de végül a győzelem a parthusoké lett. Mithridates így erőben meggyarapodva Media fölé Vagasist teszi meg kormányzónak, maga pedig Hyrcaniába távozott. Miután innen visszatért, háborút viselt az elymaeusok királyával, majd legyőzése után ezt a népet is hozzácsatolta országához, és a parthusok hatalmát a Caucasus hegyétől az Euphrates folyóig terjesztette ki, számos népet a fennhatósága alá hajtva. Így lepte meg őt a betegség, és dicsőséges öregkorban, dédapjánál, Arsacesnél nem kisebb uralkodóként halt meg.”

### Mithridatész pénzei

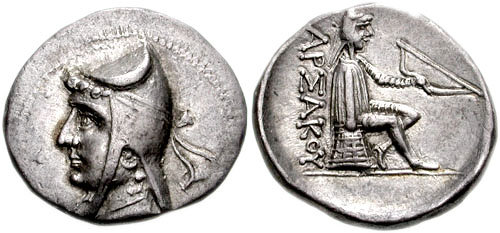
Pénzérme Mithridatész uralkodásának korai szakaszából

Az Arszakida-dinasztia az i. e. 2. század elejétől kezdve az Óperzsa Birodalom nagykirályainak helyét átvéve próbálta megszilárdítani helyzetét. Ezért kezdték azt terjeszteni, hogy a dinasztia alapítója, I. Arszakész II. Artaxerxész leszármazottja volt; valamint felvették a régi perzsa uralkodói címeket is. I. Mithridatész volt az első, aki "királyok királyának" neveztette magát, bár utódai rendszeresen csak unokaöccsét, II. Mithridatészt követően használták rendszeresen ezt a címet.

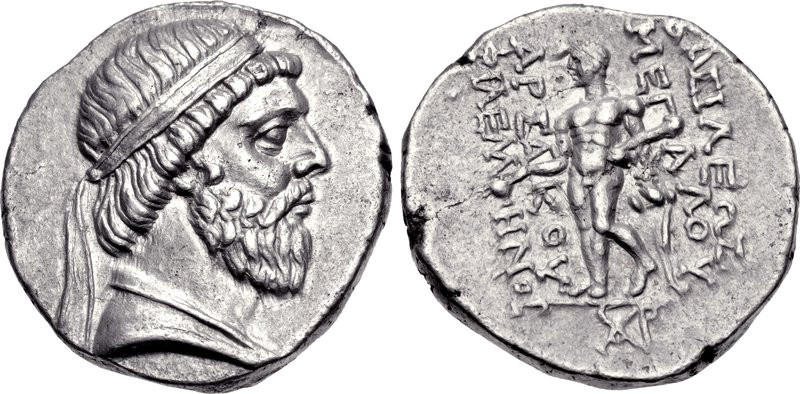
Mithridatész hellenisztikus stílusú tetradrachmája

Korábban az Arszakidák pénzeiken az óperzsa szatrapák fejfedőjét, a baslik nevű sapkát viselték. Az érme hátoldalán egy iráni lovasruhát viselő, ülő íjászalak látható. I. Mithridatész korai pénzein szintén sapkában ábrázoltatta magát, uralkodása későbbi szakaszában viszont hellenisztikus királyi diadém van a fején; megerősítve uralkodói imázsát a frissen elfoglalt területeken és gesztust téve a helyi elitnek. Ezt szolgálta a felvett Philhellén ("görögbarát") melléknév is. Ezen érmék hátoldalán a görög Héraklész látszik, baljában bunkósbottal, jobbjában kupával. A pártus korban az irániak hellenisztikus ikongráfiával ábrázolták isteneiket, így Heraklész a győzelem iráni istenét, Verethragnát reprezentálja.
Mithridatész eleinte az Arszakész címet/nevet használta a pénzein, ami később Arszakész királyra, majd végül Arszakész nagykirályra módosult. Az Arszakidák címként valamennyien felvették a dinasztia alapítójának, I. Arszakésznek (Arsaknak) a nevét. Mithridatész pénzein néha az "akinek atyja isten" cím is látható; ebben fia, II. Phraatész is követte őt.

### Építkezések
Mithridatész uralkodása alatt Nisza városa, az Arszakidák korábbi rezidenciája teljesen átalakult. A király átnevezte Mithradatkertre ("Mithridatész erődje") és itt teremtette meg az uralkodói dinasztia kultuszának központját. A városban talált régészeti leletek között van egy letörött szakállas szoborfej, amely talán Mithridatészt ábrázolja. Uralkodása alatt alapították a Tigris mentén, Szeleukeia közelében Ktésziphónt, a birodalom későbbi fővárosát. Sztrabón szerint a város eredetileg katonai tábor volt azoknak a harcosoknak, akiket Mithridatész nem akart Szeleukeiában állomásoztatni; idősebb Plinius viszont azt állítja, hogy azért alapították Ktészifónt, hogy Szeleukeiát elnéptelenítsék.

## Fordítás
- Ez a szócikk részben vagy egészben  a   Mithridates I of Parthia című angol Wikipédia-szócikk ezen változatának fordításán alapul.  Az eredeti cikk szerkesztőit annak laptörténete sorolja fel. Ez a jelzés csupán a megfogalmazás eredetét és a szerzői jogokat jelzi, nem szolgál a cikkben szereplő információk forrásmegjelöléseként.

| Előző uralkodó: I. Phraatész | Pártus király I. e. 171 – I. e. 132 | Következő uralkodó: II. Phraatész |